# 사야마 사건

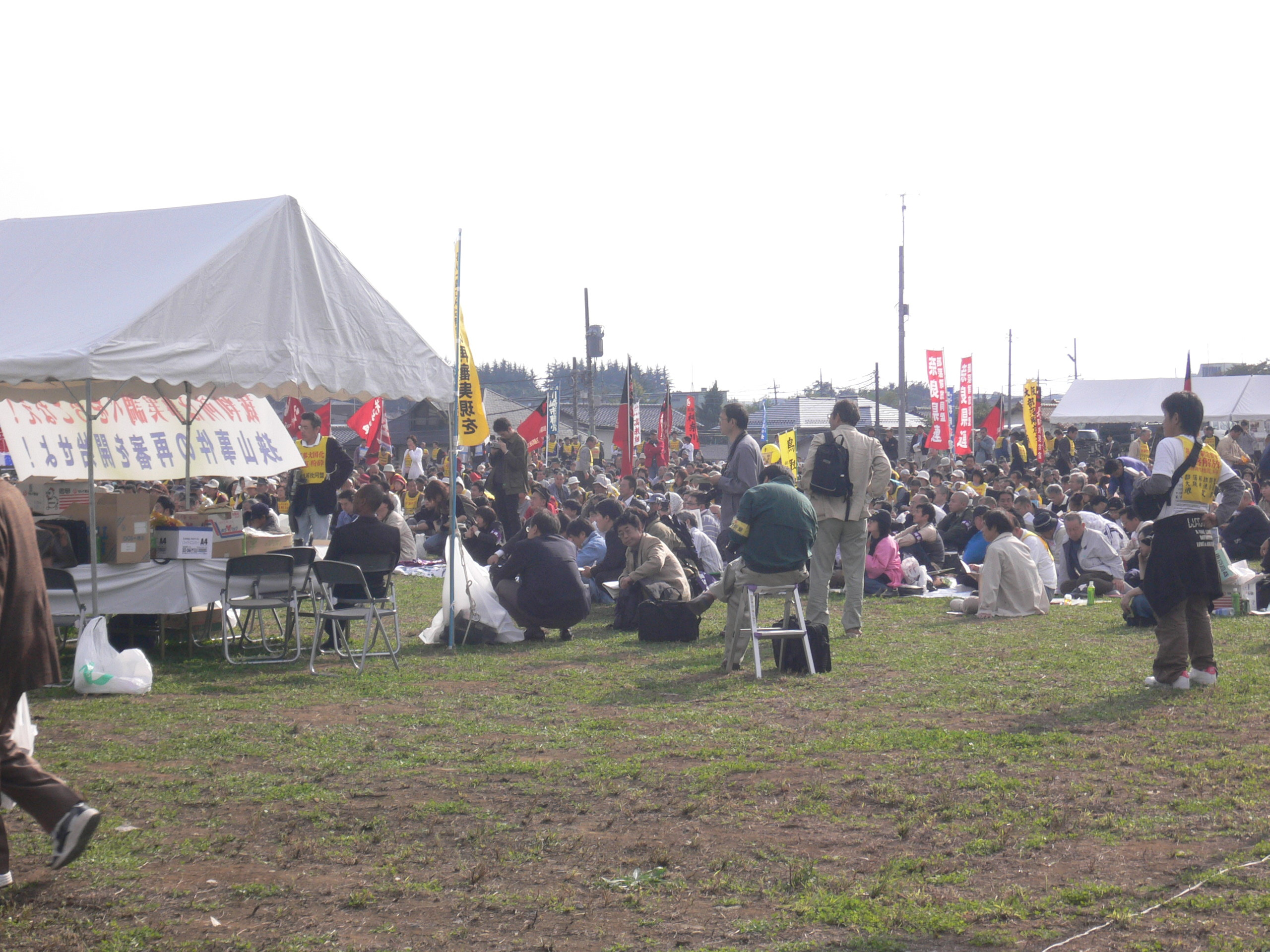
사야마 사건 재심 청구 집회 (2005년)

사야마 사건(일본어: 狭山事件 さやまじけん[*])은 1963년 5월 1일에 일본 사이타마현 사야마시에서 벌어진 사건으로, 이 시의 부농이자 구청장의 넷째 딸이었던 고등학교 1학년 나카타 요시에(당시 16세)가 납치되어 강간을 당한 뒤 살해된 사건이다. 경찰은 이 사건의 유력한 용의자로 지목된 이시카와 가즈오(당시 24세)를 체포했으나 그가 일본 내에서 거의 천민 취급을 받는 부라쿠민 출신이라 이 사건을 구실로 부라쿠민을 탄압하려는 게 아니냐는 지적이 있었고, 이시카와는 40년이 넘도록 초지일관으로 자신의 혐의를 부인하고 있으나 그의 무죄는 인정되지 않았다. 즉 살인사건인 동시에 미제 사건이 아닌지 의심받고 있는 사건이다.

## 같이 보기
- 하카마다 이와오

## 참고 자료
- (일본어) 『狭山事件』  - 고트뱅크